# Thaleropis kilusa
Thaleropis kilusa är en fjärilsart som beskrevs av Smith 1891. Thaleropis kilusa ingår i släktet Thaleropis och familjen praktfjärilar. Inga underarter finns listade i Catalogue of Life.